# Robert Primus
Robert Primus (Morvant, 10 novembre 1990) è un calciatore trinidadiano, difensore del Police e della nazionale trinidadiana.

## Statistiche

### Cronologia presenze e reti in nazionale
| Cronologia completa delle presenze e delle reti in nazionale ― Trinidad e Tobago | Cronologia completa delle presenze e delle reti in nazionale ― Trinidad e Tobago | Cronologia completa delle presenze e delle reti in nazionale ― Trinidad e Tobago | Cronologia completa delle presenze e delle reti in nazionale ― Trinidad e Tobago | Cronologia completa delle presenze e delle reti in nazionale ― Trinidad e Tobago | Cronologia completa delle presenze e delle reti in nazionale ― Trinidad e Tobago | Cronologia completa delle presenze e delle reti in nazionale ― Trinidad e Tobago | Cronologia completa delle presenze e delle reti in nazionale ― Trinidad e Tobago |
| Data                                                                             | Città                                                                            | In casa                                                                          | Risultato                                                                        | Ospiti                                                                           | Competizione                                                                     | Reti                                                                             | Note                                                                             |
| -------------------------------------------------------------------------------- | -------------------------------------------------------------------------------- | -------------------------------------------------------------------------------- | -------------------------------------------------------------------------------- | -------------------------------------------------------------------------------- | -------------------------------------------------------------------------------- | -------------------------------------------------------------------------------- | -------------------------------------------------------------------------------- |
| 18-3-2009                                                                        | Marabella                                                                        | Trinidad e Tobago                                                                | 1 – 0                                                                            | Panama                                                                           | Amichevole                                                                       | -                                                                                | 80’                                                                              |
| 15-10-2009                                                                       | Port of Spain                                                                    | Trinidad e Tobago                                                                | 2 – 2                                                                            | Messico                                                                          | Qual. Mondiali 2010                                                              | -                                                                                |                                                                                  |
| 22-10-2010                                                                       | Tunapuna                                                                         | Trinidad e Tobago                                                                | 4 – 1                                                                            | Antigua e Barbuda                                                                | Amichevole                                                                       | -                                                                                | 81’                                                                              |
| 10-10-2012                                                                       | Basseterre                                                                       | Guyana                                                                           | 1 – 4                                                                            | Trinidad e Tobago                                                                | Coppa dei Caraibi 2012 - 1º turno                                                | -                                                                                |                                                                                  |
| 13-10-2012                                                                       | Basseterre                                                                       | Saint Kitts e Nevis                                                              | 0 – 1                                                                            | Trinidad e Tobago                                                                | Coppa dei Caraibi 2012 - 1º turno                                                | -                                                                                |                                                                                  |
| 5-9-2013                                                                         | Riad                                                                             | Trinidad e Tobago                                                                | 3 – 3 (0 - 2 dtr)                                                                | Emirati Arabi Uniti                                                              | Amichevole                                                                       | -                                                                                |                                                                                  |
| 9-9-2013                                                                         | Riad                                                                             | Trinidad e Tobago                                                                | 3 – 1                                                                            | Arabia Saudita                                                                   | Amichevole                                                                       | -                                                                                |                                                                                  |
| 26-3-2021                                                                        | San Cristóbal                                                                    | Trinidad e Tobago                                                                | 3 – 0                                                                            | Guyana                                                                           | Qual. Mondiali 2022                                                              | -                                                                                |                                                                                  |
| 28-3-2021                                                                        | Mayagüez                                                                         | Porto Rico                                                                       | 1 – 1                                                                            | Trinidad e Tobago                                                                | Qual. Mondiali 2022                                                              | -                                                                                |                                                                                  |
| Totale                                                                           |                                                                                  | Presenze                                                                         | 9                                                                                |                                                                                  | Reti                                                                             | 0                                                                                |                                                                                  |

| Cronologia completa delle presenze e delle reti in nazionale ― Trinidad e Tobago under 20 | Cronologia completa delle presenze e delle reti in nazionale ― Trinidad e Tobago under 20 | Cronologia completa delle presenze e delle reti in nazionale ― Trinidad e Tobago under 20 | Cronologia completa delle presenze e delle reti in nazionale ― Trinidad e Tobago under 20 | Cronologia completa delle presenze e delle reti in nazionale ― Trinidad e Tobago under 20 | Cronologia completa delle presenze e delle reti in nazionale ― Trinidad e Tobago under 20 | Cronologia completa delle presenze e delle reti in nazionale ― Trinidad e Tobago under 20 | Cronologia completa delle presenze e delle reti in nazionale ― Trinidad e Tobago under 20 |
| Data                                                                                      | Città                                                                                     | In casa                                                                                   | Risultato                                                                                 | Ospiti                                                                                    | Competizione                                                                              | Reti                                                                                      | Note                                                                                      |
| ----------------------------------------------------------------------------------------- | ----------------------------------------------------------------------------------------- | ----------------------------------------------------------------------------------------- | ----------------------------------------------------------------------------------------- | ----------------------------------------------------------------------------------------- | ----------------------------------------------------------------------------------------- | ----------------------------------------------------------------------------------------- | ----------------------------------------------------------------------------------------- |
| 24-9-2009                                                                                 | Alessandria d'Egitto                                                                      | Egitto under 20                                                                           | 4 – 1                                                                                     | Trinidad e Tobago under 20                                                                | Mondiali Under-20 2009 - 1º turno                                                         | -                                                                                         |                                                                                           |
| 28-9-2009                                                                                 | Il Cairo                                                                                  | Italia under 20                                                                           | 2 – 1                                                                                     | Trinidad e Tobago under 20                                                                | Mondiali Under-20 2009 - 1º turno                                                         | -                                                                                         |                                                                                           |
| 1-10-2009                                                                                 | Il Cairo                                                                                  | Trinidad e Tobago under 20                                                                | 0 – 0                                                                                     | Paraguay under 20                                                                         | Mondiali Under-20 2009 - 1º turno                                                         | -                                                                                         |                                                                                           |
| Totale                                                                                    |                                                                                           | Presenze                                                                                  | 3                                                                                         |                                                                                           | Reti                                                                                      | 0                                                                                         |                                                                                           |

## Palmarès

### Club

#### Competizioni nazionali
- Campionato kazako: 1

Aqtöbe: 2013
- Supercoppa del Kazakistan: 1

Aqtöbe: 2014